# Polla (Salerno)
Polla is een gemeente in de Italiaanse provincie Salerno (regio Campanië) en telt 5394 inwoners (31-12-2004). De oppervlakte bedraagt 47,1 km², de bevolkingsdichtheid is 114 inwoners per km².

## Demografie
Polla telt ongeveer 1996 huishoudens. Het aantal inwoners daalde in de periode 1991-2001 met 5,1% volgens cijfers uit de tienjaarlijkse volkstellingen van ISTAT.
| Jaar | Inwoneraantal |
| ---- | ------------- |
| 1991 | 5635          |
| 2001 | 5347          |

## Geografie
Polla grenst aan de volgende gemeenten: Atena Lucana, Auletta, Brienza (PZ), Caggiano, Corleto Monforte, Pertosa, Sant'Angelo Le Fratte (PZ), Sant'Arsenio.
Acerno · Agropoli · Albanella · Alfano · Altavilla Silentina · Amalfi · Angri · Aquara · Ascea · Atena Lucana · Atrani · Auletta · Baronissi · Battipaglia · Bellizzi · Bellosguardo · Bracigliano · Buccino · Buonabitacolo · Caggiano · Calvanico · Camerota · Campagna · Campora · Cannalonga · Capaccio · Casal Velino · Casalbuono · Casaletto Spartano · Caselle in Pittari · Castel San Giorgio · Castel San Lorenzo · Castelcivita · Castellabate · Castelnuovo Cilento · Castelnuovo di Conza · Castiglione del Genovesi · Cava de' Tirreni · Celle di Bulgheria · Centola · Ceraso · Cetara · Cicerale · Colliano · Conca dei Marini · Controne · Contursi Terme · Corbara · Corleto Monforte · Cuccaro Vetere · Eboli · Felitto · Fisciano · Furore · Futani · Giffoni Sei Casali · Giffoni Valle Piana · Gioi · Giungano · Ispani · Laureana Cilento · Laurino · Laurito · Laviano · Lustra · Magliano Vetere · Maiori · Mercato San Severino · Minori · Moio della Civitella · Montano Antilia · Monte San Giacomo · Montecorice · Montecorvino Pugliano · Montecorvino Rovella · Monteforte Cilento · Montesano sulla Marcellana · Morigerati · Nocera Inferiore · Nocera Superiore · Novi Velia · Ogliastro Cilento · Olevano sul Tusciano · Oliveto Citra · Omignano · Orria · Ottati · Padula · Pagani · Palomonte · Pellezzano · Perdifumo · Perito · Pertosa · Petina · Piaggine · Pisciotta · Polla · Pollica · Pontecagnano Faiano · Positano · Postiglione · Praiano · Prignano Cilento · Ravello · Ricigliano · Roccadaspide · Roccagloriosa · Roccapiemonte · Rofrano · Romagnano al Monte · Roscigno · Rutino · Sacco · Sala Consilina · Salento · Salerno · Salvitelle · San Cipriano Picentino · San Giovanni a Piro · San Gregorio Magno · San Mango Piemonte · San Marzano sul Sarno · San Mauro Cilento · San Mauro la Bruca · San Pietro al Tanagro · San Rufo · San Valentino Torio · Sant'Angelo a Fasanella · Sant'Arsenio · Sant'Egidio del Monte Albino · Santa Marina · Santomenna · Sanza · Sapri · Sarno · Sassano · Scafati · Scala · Serramezzana · Serre · Sessa Cilento · Siano · Sicignano degli Alburni · Stella Cilento · Stio · Teggiano · Torchiara · Torraca · Torre Orsaia · Tortorella · Tramonti · Trentinara · Valle dell'Angelo · Vallo della Lucania · Valva · Vibonati · Vietri sul Mare
1. ↑  https://demo.istat.it/?l=it.